# Внутрішня Австрія

Внутрішня Австрія (нім. Innerösterreich) — термін, що використовується для іменування державного утворення кінця XIV–XVI століть, утвореного внаслідок розподілу володінь Габсбургів. Включала герцогства Штирія, Каринтія і Крайна.
Відповідно до Нойберзької угоди 1379 року території, що належали династії Габсбургів підлягали розподілу між двома братами Альбрехтом III і Леопольдом III. Перший отримав власне Австрійське герцогство і став родоначальником Альбертинської линії Габсбургів. Другий став правителем Штирії, Каринтії, Крайни, Тіролю й Передньої Австрії й засновником Леопольдинської линії. Неофіційно князівство Альбрехта III називалось Нижня Австрія (не плутати з сучасною федеральною землею Нижня Австрія), а держава Леопольда III — Верхня Австрія.
У 1402 році Леопольдинська лінія знову розділилась на дві гілки: герцог Ернст Залізний отримав у володіння Внутрішню Австрію, а герцог Фридрих IV — Тироль и Переднюю Австрию. До кінця XV століття Альбертинська лінія згасла й усі австрійські землі були об'єднані під владою герцога Внутрішньої Австрії Фрідріха V.
1564 року імператор і австрійський ерцгерцог Фердинанд I знову розділив володіння Габсбургів між своїми синами. Внутрішня Австрія відійшла до молодшого сина імператора Карла II. Його син Фердинанд II у 1619 році об'єднав австрійські володіння і став імператором Священної Римської імперії. Тірольська лінія Габсбургів проіснувала до 1665 року, після чого її володіння було включено до складу єдиної Австрійської монархії.